# Sławomir Sulej
Sławomir Sulej (ur. 6 września 1949 we Wrocławiu) – polski charakterystyczny aktor filmowy, telewizyjny oraz teatralny.

## Życiorys
W roku 1977 ukończył studia na Wydziale Lalkarskim wrocławskiej filii Państwowej Wyższej Szkoły Teatralnej. Aktor Teatru Nowego w Łodzi. Współpracował także z łódzkim Teatrem Studyjnym, a także z teatrami w Legnicy, Jeleniej Górze, Częstochowie i Kaliszu. Ma na swoim koncie ponad sto ról teatralnych i filmowych.
W 2018 otrzymał Brązowy Medal „Zasłużony Kulturze Gloria Artis”, nagrodę Prezydenta Miasta Łodzi oraz Medal Pro Publico Bono im. Sabiny Nowickiej.

## Filmografia
- 2023: Miłość do kwadratu bez granic – woźny Staszek
- 2022: Algorytmika – kasjer
- 2019: Dog days
- 2019: Homesick
- 2018: Jak pokonać kaca – Szczepan
- 2018: Pitbull. Ostatni pies – Karaś
- 2014: Sąsiady – Sąsiad
- 2013: Podejrzani zakochani – barman
- 2012: Sztos 2 – zomowiec
- 2012: Kac Wawa – barman
- 2011: Wyjazd integracyjny – Mietek
- 2011: Belcanto – ormowiec Antoni Skrzypek
- 2011: Weekend – barman w gejowskim klubie
- 2010: Kaffe i Gdańsk
- 2010: Mistrz i Małgorzata – Behemot
- 2009: Zamiana – minister spraw zagranicznych
- 2006: Job, czyli ostatnia szara komórka – ormowiec
- 2005: Lawstorant – policjant
- 2005: Fortuna czyha w lesie – ksiądz
- 2004: Pierwsza miłość – Włodzimierz Szczepański
- 2003–2005: Czego się boją faceci, czyli seks w mniejszym mieście – „Gnat” (seria I)
- 2003: Sprawa na dziś – naczelnik policji
- 2002: Den förste zigenaren i rymden – dentysta Kubiak
- 2002: Król przedmieścia – pielęgniarz
- 2001: Poranek kojota – ochroniarz „Małpa”
- 2001–2002: Marzenia do spełnienia – mechanik samochodowy
- 2001: Pieniądze to nie wszystko – chłop na rowerze
- 2000: Bajland – policjant na dworcu
- 1999: Patrzę na ciebie, Marysiu – producent
- 1997: Homo Faber – Walter Faber
- 1997: Kiler – Kudłaty
- 1997: Kilka chwil o Annie
- 1997: Sara – Jasio
- 1995: Dzieje mistrza Twardowskiego – diabeł Pruslas
- 1995: Nic śmiesznego – pracownik domu pogrzebowego
- 1995: Przed zmierzchem – dowódca
- 1994: Psy 2. Ostatnia krew – Wyrek
- 1991: Dziewczyna z Mazur – klient zajazdu „Złote Stawy”
- 1993: Tu stoję... – redaktor naczelny „Gazety”
- 1991: Johny poszedł na wojnę – ordynator
- 1991: Kroll – kolega Wiadernego
- 1991: Latające machiny kontra Pan Samochodzik – aktor grający w filmie bandytę
- 1991: Trzy dni bez wyroku – tajny współpracownik Milicji Obywatelskiej
- 1990: Kanalia – człowiek Jegorowa, zabójca „Pigularza” i Sykstusa
- 1990: Kramarz – handlujący obrazkami Matki Boskiej Częstochowskiej
- 1990: Nie będziesz się bał niczego
- 1990: Zabić na końcu – płaczący aktor
- 1989: Ostatnia wola
- 1989: Wiatraki z Ranley – barman w kantynie
- 1988: Kornblumenblau – więzień w bloku artystów
- 1988: Pomiędzy wilki – barman w kantynie
- 1988: Sułak
- 1987: Pusta klatka – Kazek

## Gościnnie
- 2024: Sługa narodu – więzień (odc. 49–50)
- 2022: Domek na szczęście – marynarz (odc. 2, 7–8, 10, 12–13, 16, 18, 20)
- 2021: Stulecie Winnych – działacz partyjny (odc. 39)
- 2020–2024: Na Wspólnej – „Zawias” (odc. 3088–3089, 3091, 3475, 3477, 3483, 3485, 3797)
- 2020: Chyłka. Rewizja – Krzysztof Drygiel (odc. 6)
- 2020: Usta usta – więzień Aleks (odc. 41)
- 2019: Komisarz Alex – basenowy Antoni (odc. 154)
- 2019: Leśniczówka – więzień (odc. 80)
- 2012: Hotel 52 – Maliński (odc. 67)
- 2008: Pitbull – Stanisław „Kirun” Kiruńczyk (odc. 27)
- 2007: Faceci do wzięcia – właściciel psa (odc. 27)
- 2007: Dwie strony medalu – policjant (odc. 34, 39, 41–42)
- 2001–2002: Graczykowie, czyli Buła i spóła (odc. 14)
- 2000, 2008: Plebania – majster w szwalni Borunia (odc. 54)
- 2000: M jak miłość – prokurator Jakub Maciejewski (odc. 53, 58–60)
- 1999–2006: Świat według Kiepskich –
  - Alfred / Ściemniak (odc. 61),
  - dowódca brygady antyterrorystycznej (odc. 93),
  - Rajmund Kotek (odc. 97),
  - Cacek (odc. 116),
  - prowadzący teleturnieju Rosyjska muszla (odc. 141),
  - Stwórca Przyspieszenia (odc. 143),
  - Baranowski (odc. 152),
  - sprzątający kosmita (odc. 168),
  - mecenas Przeciw-Piętrzak (odc. 252)
- 1996: Honor dla niezaawansowanych –
  - Adam Jedynak (odc. 9),
  - Henryk Rowid (odc. 11),
  - naczelnik Maksym (odc. 14)

## Teledysk
- Teledysk Słonia & Miksera do utworu pt. „D2B4” z płyty Demonologia II (2013)
- Teledysk Sobla do utworu pt. „Biznes” (2020)
- Teledysk Chivasa do utworu pt. „Narcyz” (2022)